# Loučim
Loučim (en allemand : Lautschim) est une commune du district de Domažlice, dans la région de Plzeň, en République tchèque. Sa population s'élevait à 130 habitants en 2020.

## Géographie
Loučim se trouve à 16 km au sud-est de Domažlice, à 46 km au sud-sud-ouest de Plzeň et à 124 km au sud-ouest de Prague.
La commune est limitée par Kdyně à l'ouest et au nord-ouest, par Černíkov au nord, par Libkov à l'est, et par Chodská Lhota au sud.

## Histoire
La première mention écrite de la localité date de 1357.